# Castellana Sicula
Castellana Sicula (Castiḍḍana in siciliano) è un comune italiano di 2 905 abitanti della città metropolitana di Palermo in Sicilia.
Fu costituito nel 1947, con scorporo dal territorio di Petralia Sottana. Fa parte del Parco delle Madonie.

## Geografia fisica

### Clima
| Castellana Sicula   | Mesi | Mesi | Mesi | Mesi | Mesi | Mesi | Mesi | Mesi | Mesi | Mesi | Mesi | Mesi | Stagioni | Stagioni | Stagioni | Stagioni | Anno |
| Castellana Sicula   | Gen  | Feb  | Mar  | Apr  | Mag  | Giu  | Lug  | Ago  | Set  | Ott  | Nov  | Dic  | Inv      | Pri      | Est      | Aut      | Anno |
| ------------------- | ---- | ---- | ---- | ---- | ---- | ---- | ---- | ---- | ---- | ---- | ---- | ---- | -------- | -------- | -------- | -------- | ---- |
| T. max. media (°C)  | 8,7  | 9,4  | 11,1 | 13,9 | 19,1 | 23,9 | 26,9 | 27,1 | 23,4 | 18,1 | 13,8 | 10,2 | 9,4      | 14,7     | 26,0     | 18,4     | 17,1 |
| T. min. media (°C)  | 4,1  | 4,0  | 5,3  | 7,4  | 11,4 | 15,6 | 18,4 | 18,8 | 16,2 | 12,3 | 8,5  | 5,8  | 4,6      | 8,0      | 17,6     | 12,3     | 10,6 |
| Precipitazioni (mm) | 63   | 50   | 46   | 37   | 24   | 9    | 8    | 16   | 37   | 74   | 66   | 64   | 177      | 107      | 33       | 177      | 494  |

## Storia
I primi insediamenti urbani possono essere fatti risalire alla prima metà de XVII secolo, quando contadini e agricoltori provenienti dai paesi limitrofi (fra cui la fiorente Petralia), trovarono nella fertile pianura ove sorgerà Castellana ottime possibilità per la coltivazione della terra.

Con datazione incerta fra il XVII e XVIII secolo (plausibilmente fra il 1650 e il 1713, data in cui gli spagnoli cedono in seguito alla pace di Utrecht i domini siciliani agli Asburgo d'Austria) il duca di Ferrandina, feudatario del luogo (comprendente i feudi di Castellana, Fana e Maimone), ottenne da re Filippo V di Spagna lo ius populandi, ossia il diritto di insediare nuovi borghi. Probabilmente in seguito al matrimonio con Gemma, nobile della famiglia spagnola dei Castellana (o Castelletti, Castellitti o Incastilletta, originaria della Catalogna), in omaggio alla consorte chiamò la città proprio Castellana.

### Simboli
Lo stemma e il gonfalone sono stati concessi con DPR del 17 dicembre 1953.

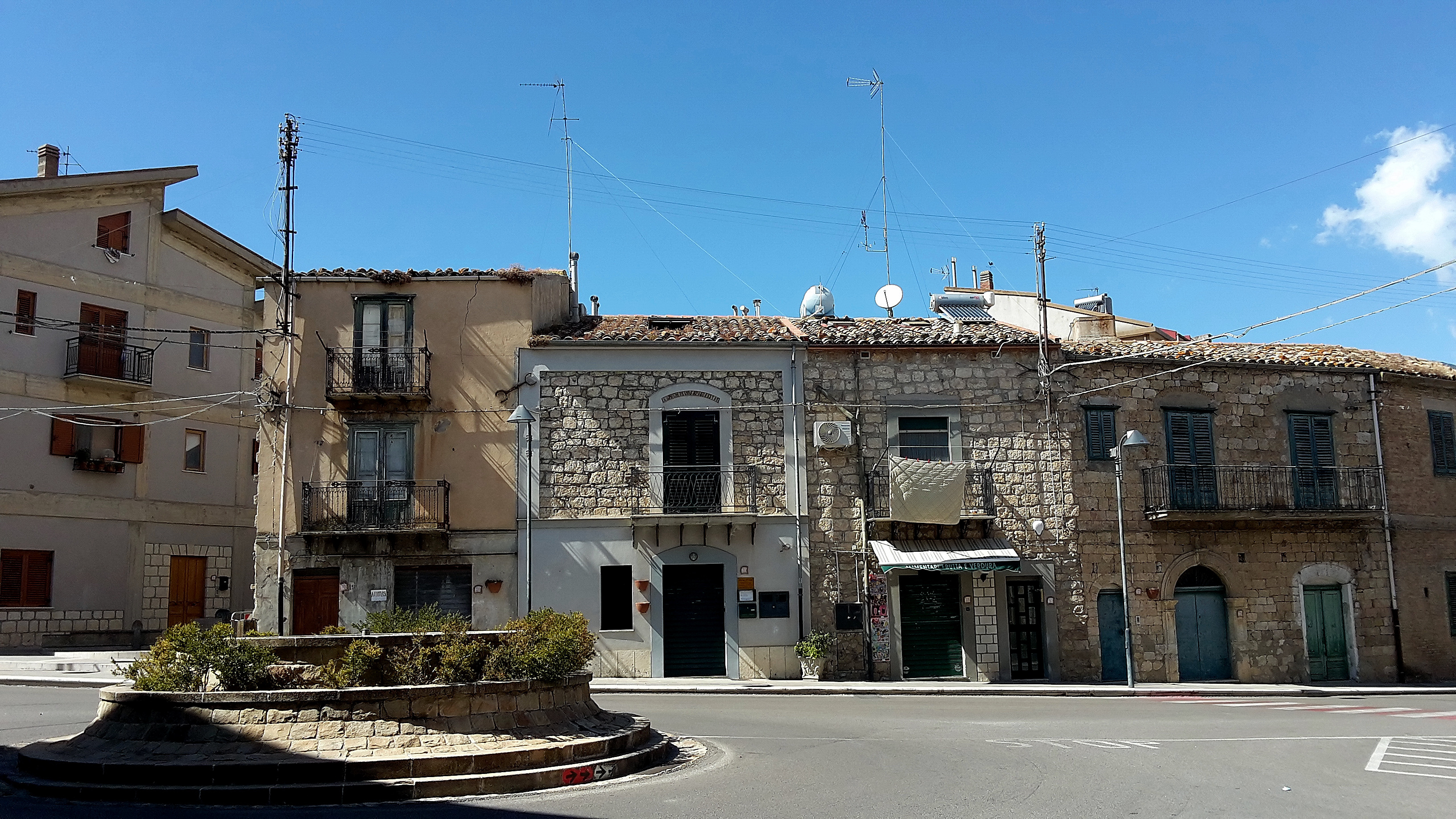
Piazza

Il gonfalone è un drappo di rosso.

## Monumenti e luoghi d'interesse
- Chiesa di San Francesco di Paola (Castellana Sicula)
- Chiesa di San Giuseppe (Calcarelli)
- Chiesa della Madonna della Catena (Frazzucchi)
- Museo della civiltà contadina
- Zona Archeologica Muratore
- Museo in contrada Muratore

## Società

### Evoluzione demografica
Abitanti censiti

### Tradizioni e folclore
Nel mese di agosto viene eseguito, da parte del gruppo folkloristico locale, il ballo della cordella, un'antica danza di fertilità. Il ballo viene eseguito da 24 danzatori, ognuno dei quali regge il capo di un nastro, la cui estremità è legata alla sommità di un palo alto 3 metri.
La domenica prima del martedì di Carnevale si svolge il Carnevale delle Madonie.

## Infrastrutture e trasporti
Il comune è interessato dalle seguenti direttrici stradali:
- .dell'Etna e delle Madonie

## Amministrazione
Di seguito è presentata una tabella relativa alle amministrazioni che si sono succedute in questo comune.
| Periodo          | Periodo          | Primo cittadino        | Partito                                 | Carica              | Note   |
| ---------------- | ---------------- | ---------------------- | --------------------------------------- | ------------------- | ------ |
| 23 giugno 1988   | 21 giugno 1991   | Francesco Geraci       | Democrazia Cristiana                    | Sindaco             | [ 10 ] |
| 21 giugno 1991   | 2 maggio 1992    | Santo Sabella          | Partito Socialista Italiano             | Sindaco             | [ 10 ] |
| 2 maggio 1992    | 15 gennaio 1993  | Gandolfo Mascellino    | Partito Socialista Italiano             | Sindaco             | [ 10 ] |
| 20 gennaio 1993  | 8 aprile 1993    | Salvatore Macaluso     | Partito Socialista Democratico Italiano | Sindaco             | [ 10 ] |
| 8 aprile 1993    | 7 giugno 1993    | Luigi Miceli           |                                         | Comm. straordinario | [ 10 ] |
| 7 giugno 1993    | 1º dicembre 1997 | Giuliana Sirianni      | lista civica                            | Sindaco             | [ 10 ] |
| 1º dicembre 1997 | 28 maggio 2002   | Giuliana Sirianni      | lista civica                            | Sindaco             | [ 10 ] |
| 28 maggio 2002   | 15 maggio 2007   | Francesco Paolo Geraci | lista civica                            | Sindaco             | [ 10 ] |
| 15 maggio 2007   | 8 maggio 2012    | Giuseppe Intrivici     | lista civica                            | Sindaco             | [ 10 ] |
| 8 maggio 2012    | 11 giugno 2017   | Giuseppe Di Martino    | lista civica                            | Sindaco             | [ 10 ] |
| 11 giugno 2017   | 13 Giugno 2022   | Francesco Calderaro    | lista civica                            | Sindaco             | [ 10 ] |
| 13 Giugno 2022   | in carica        | Francesco Calderaro    | lista civica - centrodestra             | Sindaco             | [ 10 ] |